# Cleonia lusitanica
Cleonia lusitanica — єдиний у своєму роді вид однорічних трав'янистих слабко ароматних рослин поширених у західному Середземномор'ї — Алжир, Марокко, Португалія, Іспанія, Туніс; часто на гіпсових ґрунтах.

## Біоморфологічна характеристика
Листки зубчасті. Приквітки помітні, війчасті. Чашечка 2-губа (3/2), дзвінчаста, 10-жильна; задні частки дельтоподібні, передні частки довші, всі прямі. Віночок 2-губий (1/3), від фіолетово-пурпурового до білуватого забарвлення, задня частка виїмчаста. Тичинок 4. Горішки яйцеподібні, гладкі. 2n = 20.